# Winnetou i Apanaczi
Winnetou i Apanaczi (niem. Winnetou und das Halbblut Apanatschi, serb.-chorw. Vinetu i Apanači) – zachodnioniemiecko-jugosłowiański film przygodowy z 1966 roku, zainspirowany cyklem powieści Karla Maya.

## Fabuła
Winnetou, Indianin z plemienia Apaczów i jego biały przyjaciel Old Shatterhand wspólnie występują w obronie czci pięknej Metyski Apanaczi.

## Obsada
- Pierre Brice – Winnetou
- Thomas Eckelmann – Winnetou (głos)
- Lex Barker – Old Shatterhand
- Gert Günther Hoffmann – Old Shatterhand (głos)
- Uschi Glas – Apanaczi
- Marion Hartmann – Apanaczi (głos)
- Götz George – Jeff Brown
- Ralf Wolter – Sam Hawkens
- Walter Barnes – Mac Haller
- Arnold Marquis – Mac Haller (głos)
- Ilija Džuvalekovski – Curly-Bill
- Klaus W. Krause – Curly-Bill (głos)
- Marinko Ćosić – Happy
- Mathias Einert – Happy (głos)
- Nada Kasapić – Bessie
- Petar Dobrić – Sloan
- Jochen Brockmann – Sloan (głos)
- Vladimir Leib – Pincky
- Hans W. Hamacher – Pincky (głos)
- Miha Baloh – Judge
- Michael Cramer – Judge (głos)
- Branco Špoljar – doktor
- Šimun Jagarinec – Blacky
- Abdurrahman Shala – Hank
- Marija Crnobori – Mine-Yota
- Zvonko Dobrin – Bryan
- Ivo Kristof – Buster
- Vladimir Rogoz – Sargmacher
- Rikard Brzeska – robotnik
- Mile Gatara – właściciel baru
- Adam Vedernjak – bandyta

## Wersja polska
Wersja polska: Studio Opracowań Filmów w Warszawie

Reżyseria: Zofia Dybowska-Aleksandrowicz

Wystąpili:
- Andrzej Antkowiak – Winnetou
- Mariusz Dmochowski – Old Shatterhand
- Małgorzata Włodarska – Apanaczi
- Andrzej Seweryn – Jeff Brown
- Bronisław Pawlik – Sam Hawkens
- Mieczysław Pawlikowski –  Mac Haller
- Zdzisław Tobiasz – Curly-Bill
- Filip Łobodziński – Happy
- Hanna Skarżanka – Bessie
- Adam Mularczyk – Sloan
- Jerzy Tkaczyk – Pincky
- Zbigniew Kryński – Hank
- Andrzej Gawroński – Judge